# Vigliano d'Asti

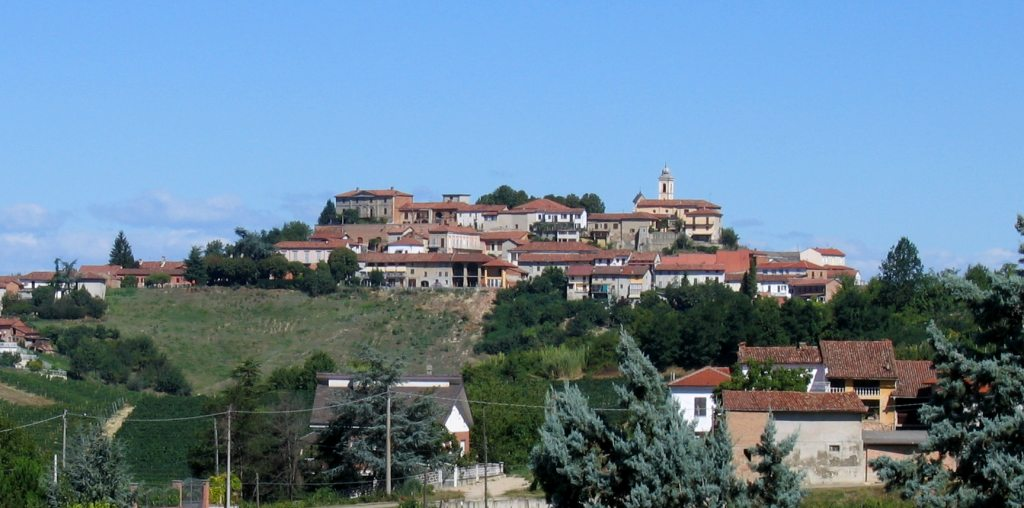
Vista panorámica de Vigliano d'Asti

Vigliano d'Asti es una localidad y comune italiana de la provincia de Asti, región de Piamonte, con 853 habitantes.

## Evolución demográfica
| Gráfica de evolución demográfica de Vigliano d'Asti entre 1861 y 2001 |
|                                                                       |
| Fuente ISTAT - elaboración gráfica de Wikipedia                       |